# Trahison à Athènes
Pour plus de détails, voir Fiche technique et Distribution.
Trahison à Athènes (The Angry Hills) est un film en coproduction américano-britannique réalisé par Robert Aldrich et sorti en 1959.

## Synopsis
Mike Morrisson, correspondant de guerre, reçoit la visite du docteur Stergiou qui lui demande de faire parvenir au gouvernement britannique la liste des responsables de la résistance grecque. Mike refuse tout d'abord, mais, apprenant la mort de Stergiou, il accepte la mission. Tassos, un Grec qui travaille pour les Nazis, essaie par tous les moyens de s'approprier les renseignements détenus par Mike...

## Fiche technique
- Titre : Trahison à Athènes
- Titre original : The Angry Hills
- Réalisation : Robert Aldrich
- Scénario : A.I. Bezzerides, d'après le roman The Angry Hills de Leon Uris
- Direction artistique : Ken Adam
- Décors : Ken Adam
- Costumes : John Apperson
- Photographie : Stephen Dade
- Son : A. W. Watkins
- Montage : Peter Tanner
- Musique : Richard Rodney Bennett
- Production : Raymond Stross
- Production associée : Victor Lyndon
- Sociétés de production : Metro-Goldwyn-Mayer, Raymond Productions
- Société de distribution :  Loew's Inc.
- Pays d’origine :  États-Unis,  Royaume-Uni
- Langue originale : anglais
- Format : Noir et blanc — 35 mm — 1,37:1 —  son Mono (Western Electric Recording System)
- Genre : Film d'espionnage
- Durée : 105 minutes
- Dates de sortie :
  - États-Unis : 15 juillet 1959 à New York
  - France : 30 décembre 1959
- Affiche : Enzo Nistri (Italie)

## Distribution
- Robert Mitchum (VF : Jean-Claude Michel) : Mike Morrison
- Stanley Baker (VF : René Arrieu) : Conrad Heisler
- Elisabeth Müller : Lisa Kyriakides
- Gia Scala (VF : Michèle Bardollet) : Eleftheria Piricos (Pericos en VF)
- Theodore Bikel (VF : Jacques Thébault) : Dimitrios Tassos
- Sebastian Cabot (VF : Claude Bertrand) : Chesney
- Peter Illing (VF : Fred Pasquali) : Leonides Piricos (Pericos en VF)
- Leslie Phillips (VF : Jean Berton) : Ray Taylor
- Donald Wolfit (VF : Jean-Marie Amato) : Docteur Stergiou
- Marius Goring (VF : Gérard Férat) : Commandant Elrick Oberg
- Jocelyn Lane (VF : Nicole Riche) : Maria Tassos
- Kieron Moore (VF : Michel Gatineau) : Andreas Piricos (Pericos en VF)
- George Pastell : Papa Panos
- Patrick Jordan (VF : Jacques Deschamps) : Bluey Bluey Ferguson
- Marita Constantinou : Kleopatra
- Alec Mango : Phillibos
- Stanley Van Beers : le patron de la taverne
- Dimitris Nikolaidis (VF : Lucien Bryonne) : Thanasis Papadimas (Papadimos en VF)

## Accueil
Ces critiques sont tirées de la « revue de presse »(Archive.org • Wikiwix • Archive.is • Google • Que faire ?) faite par la Cinémathèque Française à l'occasion de la rétrospective Aldrich (26 août au 5 octobre 2009)
- « Au cinéma, comme en littérature, le sujet n’est rien : seule compte la manière, et cette manière-là est étonnante. C’est du meilleur Aldrich (...). Rarement film n’a été plus fortement marqué par son auteur. Une direction d’acteurs ahurissante, chaque séquence, chaque plan, chaque raccord... tout est signé Aldrich. Et c’est une signature qui fait son poids. »
Pierre Macabru, Combat, 22 janvier 1960
- « Où donc est dans tout cela le talent du réalisateur d’En quatrième vitesse, du Grand couteau, d’Attaque ? Dans le rythme de certaines séquences, certes, dans une sorte de frémissement occasionnel de l’image, dans un personnage comme celui de l’Allemand en uniforme. Mais il faut bien chercher. »
René Guyonnet, L’Express, 28 janvier 1960
- « Ce qui est étonnant, c’est que Robert Aldrich n’ait pas su tirer parti de ce récit d’aventures pour lui donner un caractère plus personnel (...). Pour le reste, rien ne distingue ce film d’un récit d’espionnage conventionnel qu’aurait pu signer n’importe quel tâcheron du cinéma. »
Gilbert Salachas, Radio Cinéma Télévision, 7 février 1960

## Autour du film
- Le film fut tourné en Grèce, à Athènes.
- Selon Aldrich, "C'est un film décevant, non parce qu'il n'est pas bon, mais parce qu'il aurait pu être bon."[1]
- Dans la version originale, l'opulente Cléopâtre danse seins nus. Pour la version française, des scènes supplémentaires ont été tournées dans lesquelles la danseuse est bien vêtue.